# Russi in Lettonia
I russi in Lettonia (in lettone: Krievi Latvijā; in russo Русские в Латвии?, Russkie v Latvii) hanno rappresentato la più nutrita minoranza etnica del paese negli ultimi due secoli. Il numero di russi in Lettonia è più che quadruplicato durante l’esistenza della RSS Lettone, quando la dimensione della comunità è cresciuta dall'8,8% della popolazione totale nel 1935 (206.499) al 34,0% nel 1989 (905.515). Il dato si è ridimensionato da quando la Lettonia ha riacquistato l'indipendenza nel 1991, scendendo al 25,2% all'inizio del 2018.

## Antica Lettonia
Si pensa che il termine lettone krievi che sta per "russi" e Krievija per "Russia" (oltre a Krievzeme per Rutenia) derivi da Kriviči, una delle unioni tribali degli antichi slavi orientali. Durante l'XI-XII secolo, Jersika e Koknese, principati della Lettonia orientale, facevano capo al più grande Principato di Polack.

## Dal 1200 al XX secolo
Koknese fu espugnata dai cavalieri portaspada nel 1208 e Jersika nel 1209, per poi essere entrambe incorporate nella Terra Mariana (Livonia).

### Primi commerci
La presenza degli slavi rappresentò una costante per via dei mercanti nelle città; furono preservati anche i legami commerciali con la Moscovia e altre regioni appartenenti alla Russia. I mercanti della Repubblica di Novgorod stabilirono rapporti commerciali con la Lega Anseatica, di cui Riga ne faceva parte, e mercanti attraverso la gilda di Riga. Ad ogni modo, le prospettive di profitto russe rimasero limitate nella lega commerciale, dominata invece dalla Germania, compresi i blocchi economici che impedivano a Novgorod di commerciare con la Livonia. Le circostanze mutarono nel corso dei secoli successivi.

### Lotte di potere regionali
Nel 1481, Ivan III di Russia conquistò per breve tempo il castello di Dünaburg nella Livonia sud-orientale come rappresaglia a un attacco di Livonia contro la Russia nord-occidentale. Durante la guerra di Livonia, lo zar russo Ivan il Terribile espugnò diverse fortificazioni e insediamenti nella Lettonia orientale e li mantenne in gestione (alcuni) per 4 anni.
Dalla seconda metà del XVII secolo, i Vecchi credenti russi repressi religiosamente si stabilirono in Letgallia, allora parte della Confederazione polacco-lituana.
Nel XVII secolo, durante la guerra russo-svedese (1656-1658) scatenata da Alessio I, i russi penetrarono in profondità nella Letgallia orientale, ribattezzarono Dünaburg in Borisoglebsk e controllarono la regione per 11 anni tra il 1656 e il 1667. La Russia dovette cedere l'area alla Polonia in seguito al trattato di Andrusovo.

### Consolidamento sotto il dominio russo
La presa di Riga del conte Sheremetev nella grande guerra del nord nel 1710 completò la conquista della Livonia svedese da parte di Pietro il Grande. Il commercio russo attraverso la Lettonia iniziò a fiorire e un gruppo di russi più nutrito iniziò a stabilirsi a lungo termine in Lettonia. La prima scuola russa a Riga risale al 1789. La Letgallia fu incorporata nell'Impero russo dopo la prima spartizione della Polonia nel 1772, mentre la Curlandia e la Semigallia, prima note come Ducato di Curlandia e Semigallia, seguirono tale sorte nel 1795.
Ingenti capitali vennero investiti nel potenziamento delle rotte commerciali nei paesi baltici, compresa la Lettonia. Alcuni di tali fondi andarono alla realizzazione di un apparato industriale il quale, entro la metà del XIX secolo, iniziò ad attrarre lavoratori russi. Inoltre, proseguì l'afflusso di contadini russi che si recarono verso ovest alla ricerca di condizioni meno oppressive a livello sociale e religioso, in virtù del regime meno restrittivo riservato alle province baltiche, non soggette a tutte le stesse disposizioni normative del resto dell'Impero russo. Sebbene anche la nobiltà russa avesse gradualmente assunto ruoli di spessore politico, il controllo dei principali organi direttivi rimase in mano ai tedeschi del Baltico.

### Risveglio nazionale lettone

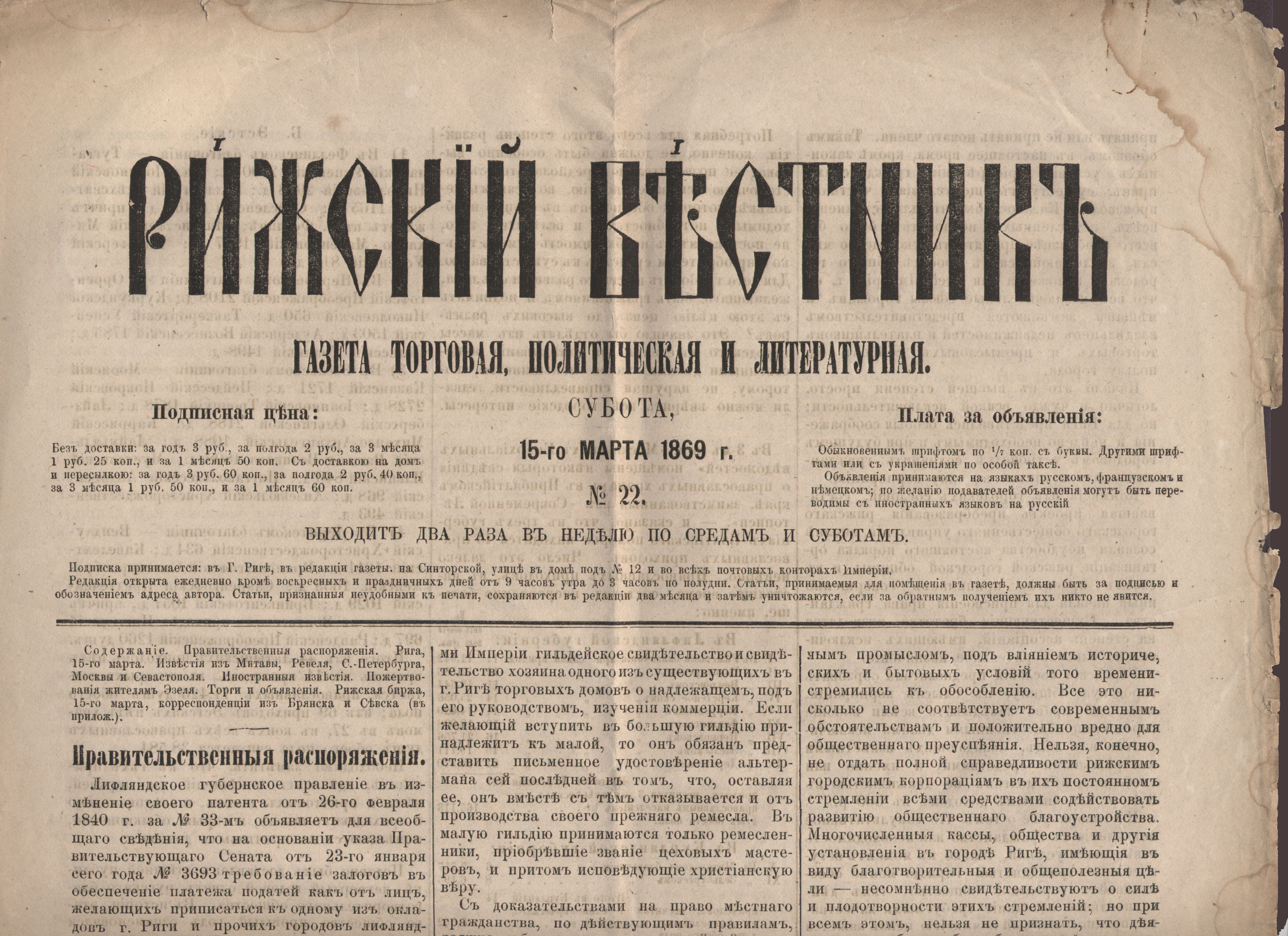
L'edizione 22 del Messaggero di Riga (Рижский Вестник, Rižskij Vestnik) del 15 marzo 1869

Benché la comunità russa in Lettonia presentasse comunque aspetti in comune con quella della regione di provenienza, gli emigrati iniziarono a sviluppare un senso di unità, cominciando a prendere coscienza del fatto di essere una delle etnie della Lettonia. Le organizzazioni sociali russe iniziarono a sorgere negli anni '60 dell'Ottocento, più o meno nello stesso periodo del risveglio nazionale lettone. Le riforme di Alessandro II, inclusa l'abolizione della servitù della gleba nel 1861 in tutto il resto dell'impero, stimolarono ulteriormente lo sviluppo di una coscienza nazionale.
In Lettonia, la servitù della gleba era già stata abolita nel 1819 ad eccezione della Letgallia, la quale fu incorporata nel Governatorato di Vitebsk nel 1802. Il primo giornale russo di Riga - il Rossijskoe eženedel'noe izdanie v Rige (Российское еженедельное издание в Риге, Quotidiano russo di Riga) - fu stampato nel 1816. Il quotidiano russo noto come Rizhskij Vestnik (Рижский Вестник, "Messaggero di Riga"), fondato nel 1869 da Evgraf Vasil'evič Češichin (Евграф Васильевич Чешихин) e pubblicato fino alla sua morte nel 1888, rese noti "i bisogni e i desideri della comunità russa locale". Češikhin formò inoltre un circolo letterario russo nell'odierna capitale lettone nel 1876. I russi locali partecipavano abitudinariamente alle elezioni dei consigli comunali e, più tardi, alla Duma di Stato.

### Declino e fine dell'impero

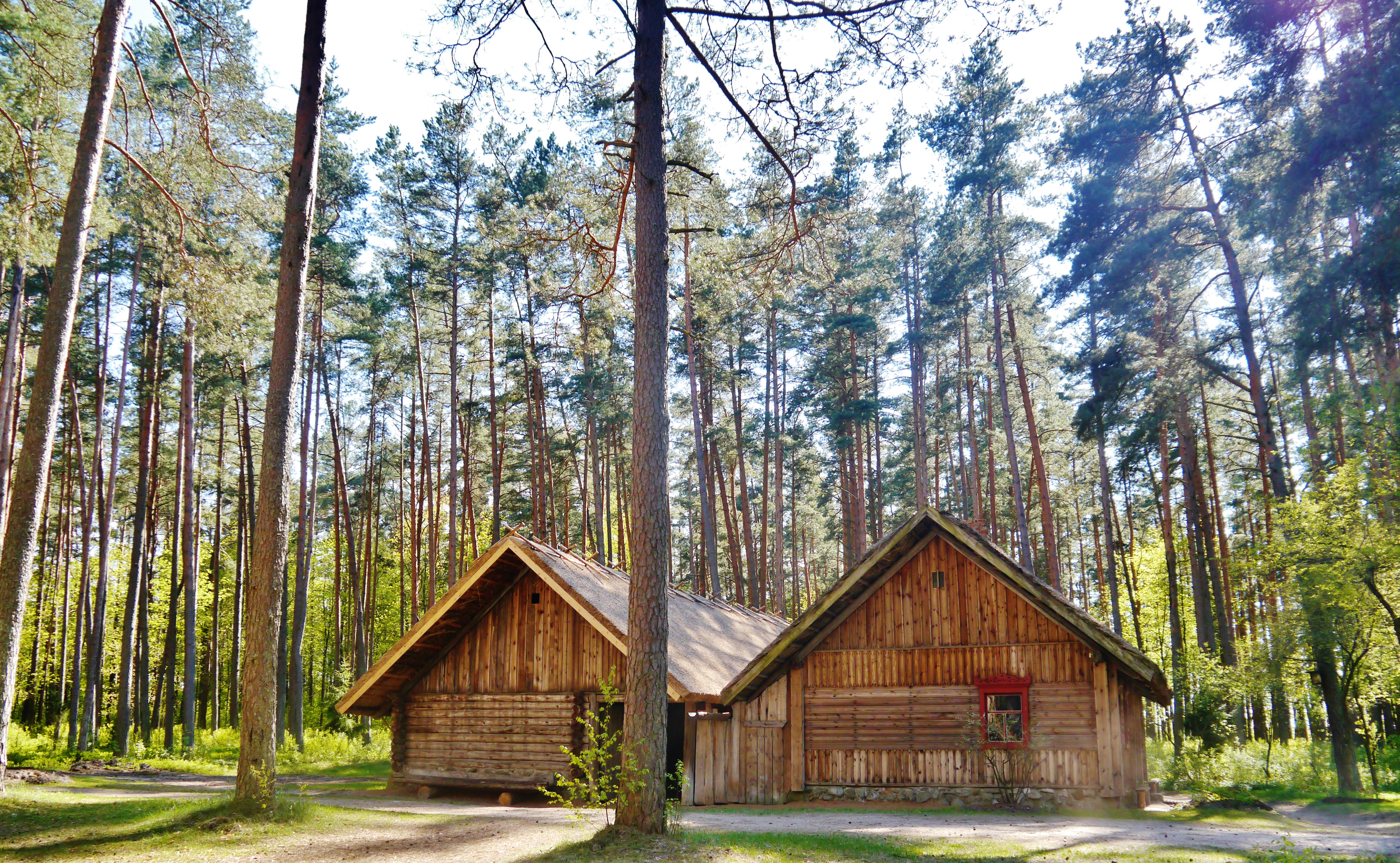
Casa contadina russa costruita nella seconda metà del XIX secolo nel villaggio di Jekimāni, Distretto di Rēzekne, Letgallia, parzialmente ricostruita nel 1920 e situata presso il Museo Etnografico all'aperto della Lettonia

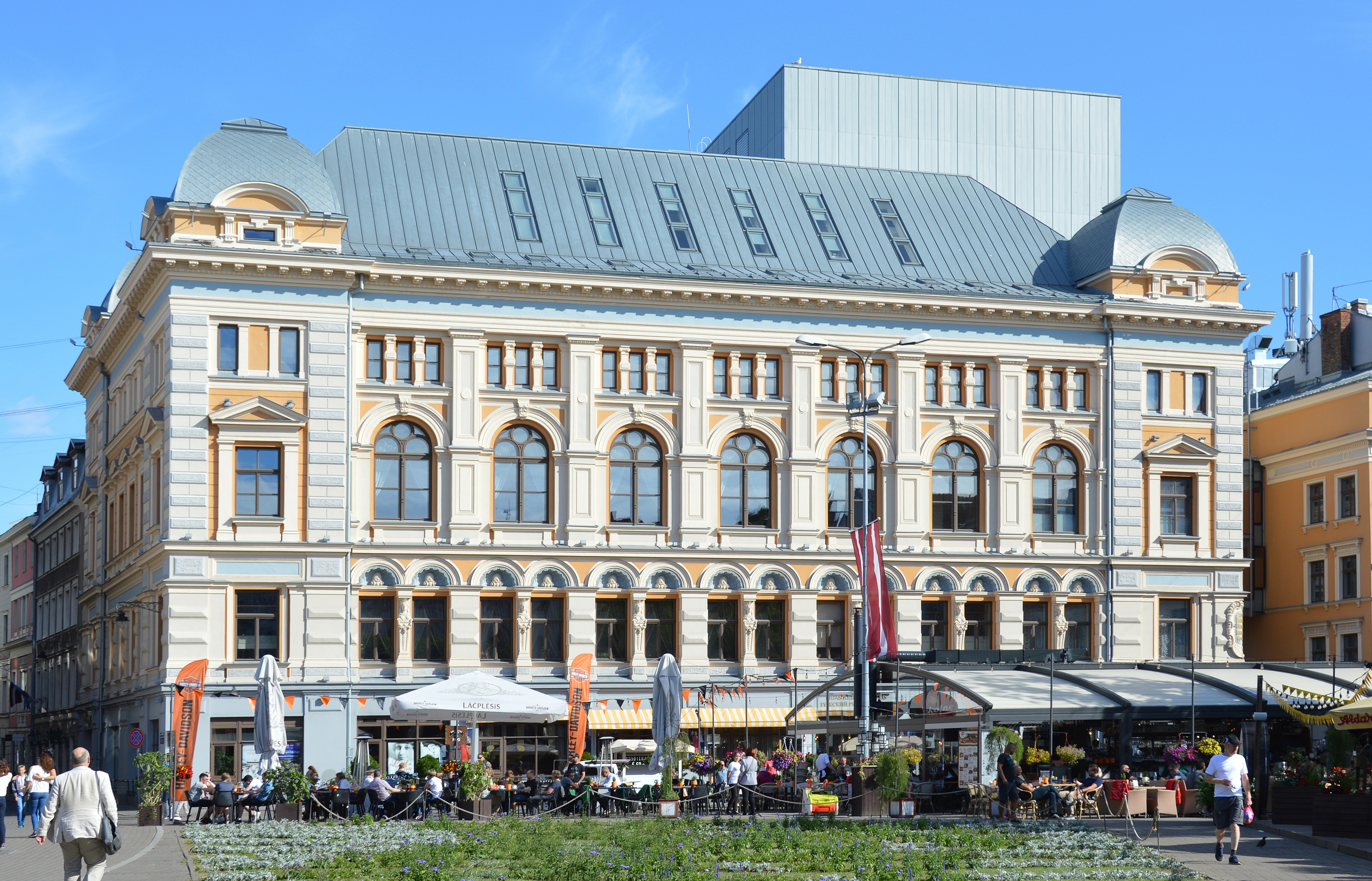
Il teatro russo di Riga fondato nel 1883

All'alba del XX secolo, i russi costituivano una fetta cospicua della popolazione attiva nelle più grandi città industriali. In Lettonia, come nel resto dello Zarato, la condizione degli operai non era delle migliori. Lavoravano in media 11 ore al giorno, 10 il sabato, e spesso in condizioni difficili e non sicure. L'agitazione sociale crebbe nel corso di diversi anni: quando i lavoratori protestarono al Palazzo d'Inverno, polizia e cosacchi aprirono il fuoco sui manifestanti per disperderli, uccidendone o ferendone centinaia. A tale evento seguì immediatamente dopo la rivoluzione del 1905.
Quando la rivoluzione giunse anche in Lettonia, le proteste riguardarono l'élite tedesca, la quale appariva lontana dalla realtà comune e parlava una lingua con cui non esprimeva praticamente nessun altro nel Governatorato. I contadini di etnia russa e lettone presero il controllo di piccoli centri abitati e bruciarono dozzine di residenze dei nobili. Nel corso della rivoluzione in Lettonia, tuttavia, non si richiese la separazione dalla Russia, poiché i nazionalisti continuavano a credere di aver bisogno della potenza della Russia imperiale per contrastare il dominio dei teutonici.
All'indomani del 1905, Nicola II, attraverso varie concessioni, tra cui l'istituzione della Duma rappresentativa, riuscì a calmare le acque. Sebbene la politica della russificazione non fu abbandonata, l'élite composta dai tedeschi del Baltico cercò di ingraziarsi lo zar in ogni occasione perché lo riteneva fondamentale per mantenere l'ordine. Assistiti dai reggimenti dell'esercito russo, i governanti presero di mira i lettoni nel tentativo di contrastare il nazionalismo. Il sentimento della comunità russa lettone, tuttavia, rimase al riguardo non univoco. La maggioranza di chi risiedeva in Lettonia si era trasferita in virtù della propria fede religiosa (i discendenti dei Vecchi credenti) e guardavano ancora allo zar con profondo sospetto, se non come un'autorità inaffidabile. Il nazionalismo lettone continuò sostanzialmente ad avere come bersaglio i teutonici fino alla rivoluzione d'ottobre.
La Lettonia non rimase in disparte durante i mesi di forte instabilità. La coscienza di costituire un'identità aveva già preso piede da tempo nella fortemente industrializzata Riga, il secondo porto più grande della Russia (dopo San Pietroburgo). Una delle questioni emerse durante gli eventi del 1917 riguardò lo status di cui godevano i paesi baltici garantito da Pietro il Grande, il quale non previde la separazione di essi dalla Russia. Il bolscevismo minacciava ora di sopprimere il nazionalismo e divenne così il nuovo nemico. Un nuovo nazionalismo, più etnico e stridente, mirato a rifiutare sia eventuali influenze tedesche e russe, prese lentamente piede. Tuttavia, esso non riguardò la popolazione russa lettone, né prese di mira coloro che si erano recati in Lettonia dopo il 1917 per sfuggire alla Russia sovietica.

#### Dati demografici
Alla fine del XIX secolo, esisteva una minoranza russa lettone considerevolmente nutrita. Secondo il primo censimento di tutta la Russia del 1897, si contavano 171.000 emigrati, distribuiti come segue: 77.000 in Letgallia, 68.000 in Livonia e 26.000 tra Curlandia e Semigallia. La popolazione urbana superava di circa il doppio quella rurale, ad eccezione della Letgallia, dove tali proporzioni erano invertite.
La metà della popolazione russa in Livonia, Curlandia e Semigallia proveniva dalle province limitrofe della Russia, come nel caso del distretto di Rēzekne: gli spostamenti avvenivano soprattutto da Kovno, Vitebsk e Vilna.
Oltre all'industria, i russi si occupavano soprattutto dell'agricoltura (54%), mentre molto minore era la presenza di nobili (8%).

## Lettonia indipendente (1918-1940)

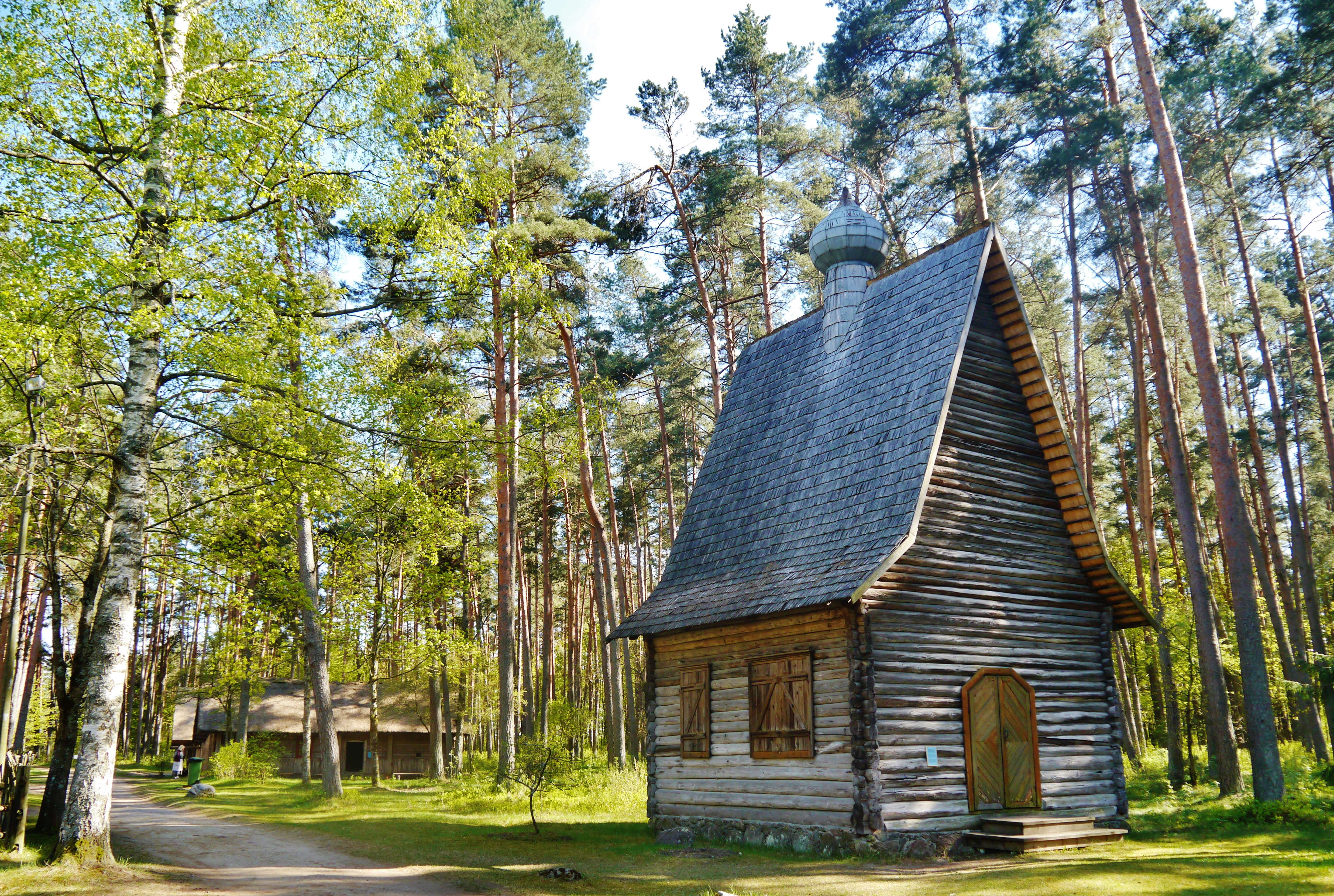
Chiesa ortodossa russa costruita negli anni '30 a Rogovka, comune di Rēzekne, Letgallia, situata presso il Museo etnografico all'aperto della Lettonia

Il 18 novembre 1918, la Repubblica di Lettonia fu proclamata uno Stato sovrano. Tutte le etnie che risiedevano nel territorio della Lettonia in maniera stabile nel periodo di dominazione straniera ricevettero delle tutele. Anche per quanto riguarda i russi, nonostante la perdita della loro cittadinanza nel vecchio Impero, furono riconosciuti tutti i diritti garantiti da uno Stato di diritto.
Gli anni dell'indipendenza permisero, in virtù della politica sopraccitata, lo sviluppo delle minoranze. Secondo i primi dati statistici del 1920, il numero della popolazione russa in quel momento ammontava a 91.000: nel 1935 si salì a a 206.000 (10,6% del totale, a differenza del 7,8% del 1920). Durante l'intero periodo dell'indipendenza, i russi risultavano la più grande minoranza nazionale del paese.
La crescita demografica è da rintracciarsi in diversi fattori. La guerra civile e l'instaurazione della nazione sovietica in Russia provocarono un flusso di rifugiati ed emigranti in molti paesi, compresa la Lettonia. Dopo la battaglia di Daugavpils nel 1920, i polacchi cedettero il controllo di Dvinsk, popolata principalmente da stranieri, ai russi. Ai sensi del trattato di Riga (1920), alcune terre della provincia di Pskov popolate soprattutto da russi passavano. Ad ogni modo, la principale causa principale di aumento della popolazione russa è da rintracciarsi nell'alto tasso di natalità. Si pensi al fatto che, mentre nel 1929 l'incremento naturale dei russi era di 2.800, quello dei lettoni, il cui numero totale in quel medesimo anno superava nove volte quello dei russi, era solo di 3.700.
Le famiglie più numerose della Lettonia erano di etnia russa e, come nel periodo zarista, le fasce di popolazione più giovani erano genericamente straniere. I bambini russi di età inferiore ai 14 anni rappresentavano il 14% del numero totale di bambini della Lettonia della stessa età. Le famiglie russe si distinsero inoltre per la loro stabilità: il numero medio di divorzi di famiglie russe era la metà di quello dei lettoni e un quinto di quello dei tedeschi.
Un grande impatto ebbe luogo la distribuzione territoriale dei russi in Lettonia. Tre quarti di essi vivevano in Letgallia, il 14% a Riga.
Un'ulteriore differenza riguardo al passato ineriva alle mansioni a cui erano dediti: essi si occuparono a quel punto infatti più di lavori agricoli che di mansioni in fabbrica. La percentuale salì fino al 68%, mentre si scese al 7% per chi era impegnato nell'industria e al 4,9% per chi si occupava del commercio. Il fatto che i russi lettoni erano impegnati nel settore primario, soprattutto nella meno sviluppata economicamente regione della Letgallia, non li spinse a cambiare mestiere e a trasferirsi altrove. In altre zone la situazione variava in maniera più o meno omogenea, ma ciò che contraddistingueva tale minoranza era il potere economico: spesso erano i lettoni, i tedeschi e gli ebrei proprietari di immobili migliori e le categorie non impegnate nel lavoro minorile.
Il livello totale di alfabetizzazione della popolazione russa all'inizio della storia della Repubblica lettone era inferiore a quello dell'epoca dell'Impero. Solo il 42% degli uomini russi e il 28% delle donne russe della Lettonia sapeva leggere e scrivere nel 1920. Durante il periodo interbellico, il numero di alunni russi nelle scuole aumentò considerevolmente (1,5 volte - il tasso più alto nel decennio 1925-1935). Di conseguenza, la differenza tra il numero di studenti lettoni e russi di età compresa tra 6 e 20 anni si è di molto ridotta (rispettivamente 54% e 47%).
I russi erano poco presenti nelle università: nel 1920, si contavano infatti solo 65 studenti russi a quella di Riga, saliti nel 1939 a 220 studenti.
Per molto tempo, la nazione baltica cercò di integrare la minoranza orientale con attività di promozione culturale: nelle scuole, si permise libertà di scelta, tanto che la lingua russa svolse un ruolo particolarmente importante nella fase dell'istruzione primaria. Alla fine degli anni '20, il 92% dei bambini russi veniva istruito in scuole primarie russe. Lo sviluppo della rete delle scuole secondarie tenne altresì conto delle richieste delle minoranze nazionali di ricevere l'istruzione nel proprio idioma. Alla fine degli anni '20 e all'inizio degli anni '30, si rintracciava una tendenza crescente da parte dei genitori di gruppi minoritari a mandare i propri figli a scuole di lingua lettone. Nel 1935 il 60% dei bambini russi riceveva un'istruzione nella propria lingua madre, dato completamente ribaltato rispetto al decennio precedente.
La scelta della lingua russa in Lettonia fu dovuta al fatto che i russi generalmente non si preoccupavano di imparare il lettone o altre lingue, un'abitudine che molti non perderanno in futuro. L'idioma non era considerato funzionale e, nel 1920-1930, solo poco più del 15% dei russi sapeva parlare e scrivere in lettone. Il dato mutava sensibilmente tra città, dove si assisteva a una migliore assimilazione culturale, e centri minori in giro per il paese.

### Vita politica e coscienza dei russi della Repubblica di Lettonia
L'istituzione dello Stato lettone, il 18 novembre 1918, fece sì che i russi locali chiedessero nuove condizioni al governo: fondamentale si dimostrò la già citata legge che tutelava le autonomie culturali delle minoranze, anche se non ebbe una portata dirompente come quella approvata in Estonia.
I russi godevano degli stessi diritti dei lettoni, prendendo dunque parte alla vita politica del paese. Inoltre, partecipavano alle elezioni dell'Assemblea costituente e a tutti e quattro i Saeima.
Dal 2 al 6% di tutti gli elettori lettoni votò per i partiti russi, un numero che saliva in aree più popolate da tale minoranza (Riga e Letgallia).
Benché si fosse costituito un senso di unione della comunità russa lettone, non si venne a creare l'idea del carattere autonomo della cultura russa rispetto alla cultura lettone, né si percepì una diffefenza sostanziale rispetto al mondo orientale e ai russi che vivevano in Russia in generale. A tracciare dei principi di coscienza sociale furono gli esponenti di due correnti di pensiero opposte: l'ala ortodossa, attiva soprattutto tra il 1918 e il 1919 e capeggiata da N. Bordonos della Lega Nazionale Democratica (LND, la prima unione nazionale russa di Riga e poi di tutta la Lettonia), la quale parlava di "purezza etnica" delle Organizzazioni sociali russe, e l'ala liberale della LND, più tardi divenuta la Società Russa di Lettonia (N. Berejanskij, S. Manyrev), che si esprimeva a favore di una stretta cooperazione con l'intera società lettone.
Fu questa seconda visione che diede luogo alla individuazione di un "nazionalismo democratico". Il suo portavoce principale era il pubblicista Berejanski: egli riteneva che il destino dei russi lettoni fosse nebuloso, poiché la loro patria storica era nelle mani dell '"internazionalismo bolscevico", nemico della cultura e dell'etica nazionale tradizionale. Chi era emigrato a ovest, doveva dunque dimostrarsi riconoscente per l'apertura culturale dimostrata dalla Lettonia. Bisognava al contempo farsi promotori di valori e di un'identità e per questo Berejanskij incentivò la produzione del quotidiano russo "Slovo" ("Parola"). Il più famoso quotidiano russo, il "Segodnja", non pretese di propagare idee nazionali russe, facendo invece leva sulla necessità di rendere più sottili le differenze tra i diversi gruppi culturali.
Chi caldeggiò particolarmente lo sviluppo dei principi nazionali russi fu N. Belocvelov: l'ipotesi di abbracciare il nazionalismo costitutiva una conseguenza naturale in riferimento al destino degli emigranti, così spaventati dalla possibilità di non vedere un futuro per la propria cultura.
Gli ideali di "nazionalismo democratico" erano sostenuti dagli esponenti dell'Unione contadina russa, la quale aveva una visione politica di destra. L'UCR divenne la rappresentante della comunità contadina russa con i suoi tre deputati eletti nella Quarta Saeima.
Una parte dei russi della Lettonia apparteneva invece all'estrema sinistra. Nella quarta Saeima, un russo rappresentava i socialdemocratici, mentre un suo conterraneo era stato eletto tra le file dei comunisti. I partiti di sinistra russi non ottennero mai grande successo, sebbene avessero una certa influenza tra le file dei lavoratori di Riga. Tirando le somme, la minoranza russa risultò politicamente meno attiva rispetto alla minoranza tedesca e a quella ebraica.

## Lettonia sovietica (1940–1990)

### 1940-1941
Nell'estate del 1940, la Lettonia perse la sua indipendenza e fu occupata dall'URSS.
L'atteggiamento della minoranza russa verso questi eventi varia, potendosi discernere in tre tronconi:
- Completo disaccordo con il governo bolscevico, soprattutto ad opera dell'intellighenzia russa e del clero ortodosso;
- Speranza che Iosif Stalin, forte accentratore, trasformasse il sistema politico a immagine e somiglianza della monarchia russa;
- Pieno sostegno al governo bolscevico.

Nei dodici mesi convissuti con i sovietici, i russi lettoni furono privati di tutti i loro periodici nazionali e molti dei personaggi di spicco vennero sottoposti a repressione o uccisi. Ad ogni modo, il nuovo regime si preoccupò di rintracciare dei sostenitori tra le file dei russi locali, i quali erano ad esempio favorevoli alla politica di collettivizzazione. Ben presto, funzionari provenienti dalla Russia assunsero il potere in ruoli di spessore a livello amministrativo.

### 1941-1944
Nel 1941, la Germania nazista dichiarò guerra all'URSS e si insediò in breve tempo il territorio della Lettonia. La "Grande Guerra Patriottica", come veniva chiamata dalla storiografia sovietica la seconda guerra mondiale, vide la frammentazione in tre nuclei di combattenti locali: i collaborazionisti nazisti, i filo-comunisti e chi combatteva sia i sovietici che i tedeschi anelando all'indipendenza (partigiani lettoni). Una parte della popolazione russa locale rientrava nella seconda categoria e scelse di prestare servizio nell'Armata Rossa e nel movimento partigiano diretto clandestinamente da Mosca. Non mancò chi invece aderì al nazismo sostenendo il mito del bolscevismo ebraico, ovvero che il comunismo fosse stato portato in Russia da semiti e per questo bisognava impegnarsi nella campagna di liberazione. Venne al contempo creata un'organizzazione che potesse rappresentare meglio la cultura nazionale russa nel Generalgebiet lettone: a Daugavpils venne aperto un teatro russo e presso l'Istituto per insegnanti di Rēzekne, prese forma una classe di lingua russa per insegnanti di russo.

### Migrazione postbellica
All'indomani del conflitto, Mosca avviò intense politiche di russificazione e sovietizzazione dei paesi baltici, incluso il ripristino delle deportazioni di massa nel 1949, che vide l'allontanamento di 43.000 lettoni. Ben presto, i russi tornarono a essere il secondo gruppo etnico più numeroso (cosa che ancora emerge in Lettonia), come emergeva dal primo censimento del dopoguerra, eseguito nel 1959: i lettoni rispetto al 1935 erano scesi di 170.000 persone, mentre i russi era saliti di 388.000, i bielorussi di 35.000 e gli ucraini di 28.000. Tra il 1959 e il 1968 quasi 130.000 madrelingua russi emigrarono in Lettonia e cominciarono a lavorare nel settore manifatturiero: a chi si fosse trasferito, veniva garantito un appartamento nei micro distretti di nuova costruzione nelle diverse città. Il picco fu raggiunto nel 1989, quando il 34% della popolazione - ovvero 905.000 abitanti - erano russi. Rispetto al quadro demografico del periodo prebellico, il numero dei russi quadruplicò.
Significativa fu l'influenza nel dato dell'Armata Rossa. Oltre al personale militare attivo, Riga acquisì popolarità come meta degli ufficiali sovietici in pensione, i quali optarono per città più piccole rispetto a Mosca o a Kiev. Per accelerare il ritiro dell'esercito russo, la Lettonia accettò ufficialmente di consentire a 20.000 ufficiali sovietici in pensione e alle loro famiglie (fino a 50.000 persone) di rimanere in Lettonia senza concedere loro la cittadinanza: la Russia continua a pagare loro le pensioni.
Entro la metà degli anni '80, oltre ai 350.000 soldati del Distretto militare baltico, un numero imprecisato di truppe del ministero degli interni e del confine si spostò nei paesi baltici. Nel 1994 le truppe russe in partenza presentarono un elenco di oltre 3.000 unità militari stazionate in 700 siti che occupavano più di 120.000 ettari (circa il 10% del territorio lettone).
In generale, forti della posizione primaria riservata alla lingua russa e alle politiche accentratrici, fu l'elemento lettone a scemare rispetto a quello russo.

### Coscienza nazionale
In epoca sovietica, i mass media russi, come quelli lettoni, si occuparono di propagandare l'ideologia comunista, influenzando la vita quotidiana nelle repubbliche socialiste.
L'ideologia del Partito Comunista rigettava la tradizione della Repubblica Lettone che identificava i russi della Lettonia come una delle minoranze nazionali poiché il concetto stesso di minoranza non era né contemplato né quanto meno tutelato. Gli stranieri che risiedevano in Lettonia, sia coloro che lo facevano da generazioni sia coloro che si trasferirono in epoca postbellica, non godendo di autonomia territoriale, non erano considerati una comunità culturale e nazionale individuale nella Repubblica lettone, ma piuttosto come parte della più ampia comunità russa dell'Unione Sovietica.
Alla fine degli anni '80, i primi marcati cambiamenti democratici nell'URSS portarono a un risveglio nazionale dei popoli. Le nuove tendenze democratiche davano pari opportunità al rilancio nazionale di lettoni e russi, alcuni dei quali tra questi ultimi aderirono all'"Atmoda".
Nel luglio 1988, A. Malcev fu una delle 17 figure di spicco della cultura lettone che firmarono una lettera aperta in cui si proponeva l'iniziativa di istituire un nuovo soggetto politico. L'idea di creare un Fronte Popolare della Lettonia (FPL) fu incoraggiata da scrittori russi della Repubblica quali L. Azarova, Roald Dobrovenskij, V. Dozorcev e M. Kosteneckaja, dai giornalisti A. Grigor'ev, A. Kazakov, dal traduttore e bibliografo J. Abyzov e da molti altri. Nel 1989 L. Gladkov, V. Dozorcev, V. Ždanov, V. Kononov e M. Kostenecka vennero eletti nel Consiglio dell'FPL e Dozorcev, in particolare, assunse un ruolo chiave in ambito decisionale. A. Gregor'ev figurava tra i redattori di "Atmoda", il giornale redatto del Fronte Popolare. La tiratura dell'edizione russa di "Atmoda" riscosse una risonanza piuttosto ampia (15-100 000 copie) e si diffuse non solo tra i russi residenti in Lettonia, ma anche tra il pubblico russo più aperto ad un contatto con gli occidentali.
L'FPL consentì inoltre di consolidare la Società culturale russa della Lettonia (SCRL), la cui assemblea costituente si tenne il 4 marzo 1989. Lo scopo della Società era "sviluppare al massimo la cultura nazionale russa, intensificare le relazioni cristallizzate tra russi e lettoni e cooperare con i rappresentanti di tutte le nazionalità della Repubblica".
Allo stesso tempo, un discreto numero di russi della Lettonia percepì con diffidenza la rinascita del sistema statale lettone, come evinceva da un sondaggio dell'opinione pubblica nel 1989: solo il 49% della popolazione non lettone sosteneva infatti l'ipotesi di ripristinare l'indipendenza della Lettonia (il numero di lettoni che la caldeggiavano era del 93%). Il Fronte internazionale dei lavoratori della Lettonia o Interfront, istituito nel 1989, si professò favorevole alla continuazione della convivenza nell'Unione Sovietica e al perseguimento di un'economia socialista. L'Interfront mirava ad attirare le simpatie di quei russi che erano contrari alla costituzione di uno stato nazionale lettone.

## Lettonia indipendente (dal 1990 in poi)

### Distribuzione

Distribuzione percentuale dei russi del Baltico (2021)

I russi in Lettonia risiedono principalmente nelle aree urbane. Nel 2006 i russi rappresentavano il 42,3% della popolazione nella capitale Riga e il 53,5% nella seconda città più grande, Daugavpils (senza contare gli altri con il russo come lingua madre). I russi si trasferirono in epoca sovietica principalmente nei centri industriali per lavorare nel settore industriale, mentre le aree rurali rimasero popolate quasi interamente da lettoni etnici, ad eccezione di alcune piccole aree nella Lettonia orientale, con una storia più lunga di villaggi misti russo-lettoni. All'inizio del 2018, i russi etnici rappresentavano il 25,2% della popolazione.
Secondo l'Ufficio centrale di statistica della Lettonia 19.932 russi sono emigrati in Lettonia dal 2011 al 2017, mentre 48.851 russi si sono trasferiti in altri paesi.

### Cittadinanza

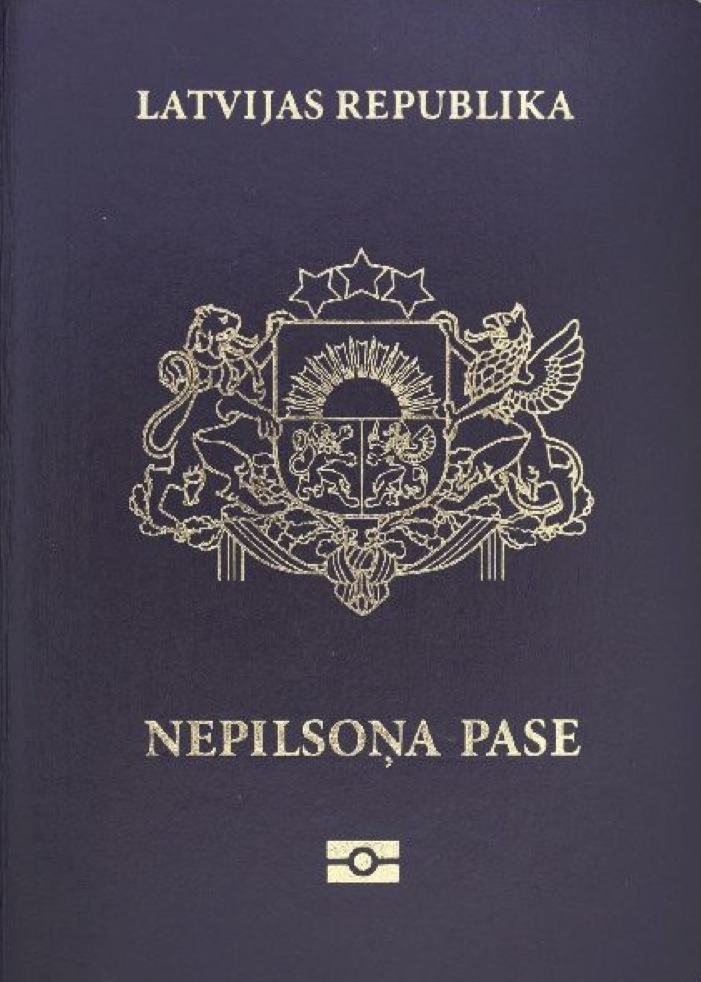
Secondo i dati del Registro dei residenti, 159.069 (il 28,5%) dei 557.618 russi in Lettonia al 1 gennaio 2017 erano non cittadini

Dopo aver ristabilito l'indipendenza nel 1991, la Lettonia non ha concesso automaticamente la cittadinanza a nessuno degli abitanti i cui antenati erano giunti dopo il giugno 1940, una politica che ha interessato principalmente i russi etnici. La conoscenza della lingua e della storia lettone è stata posta come condizione per ottenere la cittadinanza; un regime meno restrittivo è entrato in vigore qualche anno più tardi. Tuttavia, un numero significativo di russi in Lettonia è ancora apolide. Nel gennaio 2017, la stragrande maggioranza dei russi di etnia lettone, il 71,1% o 398.549 persone, godeva della cittadinanza.
Chiunque ai sensi delle normative sovietiche avesse ottenuto la residenza in Lettonia prima dell'estate del 1992 poteva rivendicarla nella Lettonia indipendente, sebbene su tale base giuridica sarebbe stato possibile anche riottenere il possesso dei beni confiscati dallo stato. I proprietari di immobili che cercavano di recuperare i loro possedimenti sono stati compensati con terreni di pari valore altrove o con certificati che potevano essere utilizzati per ottenere forti sconti sull'acquisto di nuove abitazioni. Il governo lettone paga inoltre le pensioni indipendentemente dall'etnia o dalla cittadinanza o dallo status di non cittadino. Un caso giuridico spinoso è nato, come specificato precedentemente, in relazione a chi aveva operato nell'Armata Rossa ed era stato congedato.

### Lingua russa
Un altro oggetto di contesa per alcuni russi e di lingua russa in Lettonia (in particolare il Partito Socialdemocratico "Armonia", l'Unione Russa di Lettonia, il Personale di difesa della scuola russa e Per la lingua madre!) ha riguardato lo stato della lingua russa, la quale non rientra tra le lingue ufficiali della Lettonia.
Nel 2011, dei gruppi filo-russi in Lettonia hanno raccolto firme sufficienti per avviare il processo di modifica della Costituzione per conferire al russo lo status di lingua ufficiale: il 18 febbraio 2012 si è tenuto il referendum costituzionale sull'opportunità di adottare il russo come seconda lingua. Secondo la Commissione elettorale centrale, il 74,8% ha votato contro, il 24,9% ha votato a favore e l'affluenza alle urne è stata del 71,1%. La comunità dei non cittadini (290.660, ovvero il 14,1% dell'intera popolazione lettone) non disponeva del diritto di voto.
A partire dal 2019, l'istruzione in lingua russa sarà gradualmente interrotta nelle scuole e nelle università private, così come l'istruzione generale nelle scuole superiori pubbliche, ad eccezione delle materie relative alla cultura e alla storia della minoranza russa, quali la lingua e la letteratura russa.

### Rappresentanza politica

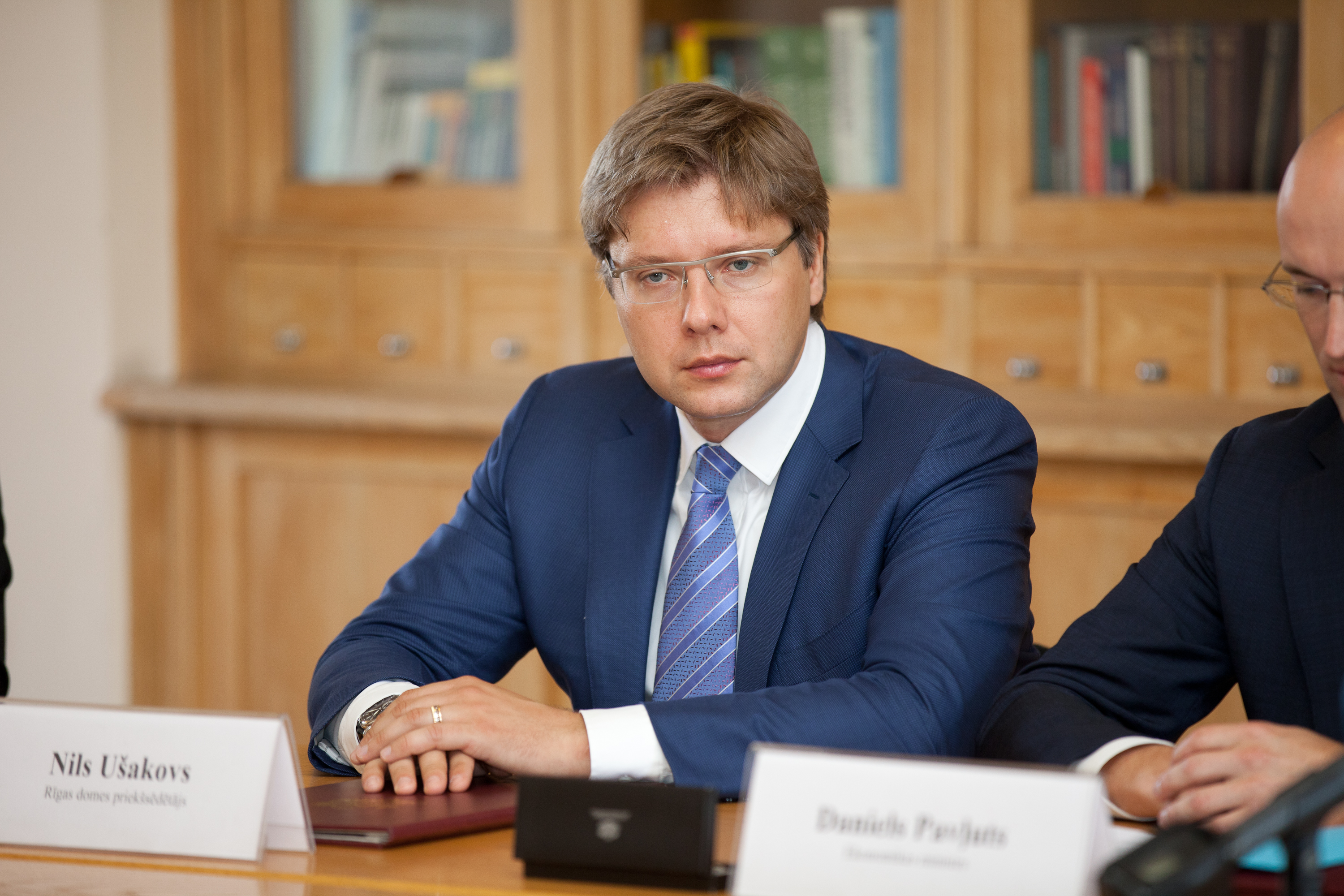
Nils Ušakovs, il primo sindaco di etnia russa di Riga nella Lettonia indipendente

Esiste un discreto numero di movimenti ed esponenti politici negli stati baltici che affermano di rappresentare la minoranza di lingua russa. Simili formazioni sostengono i diritti di chi parla la lingua russa, chiedono la cittadinanza per tutti i residenti a lungo termine in Lettonia ed Estonia e tendono ad avere visioni di sinistra in altri ambiti. In Lettonia, il loro peso politico è maggiore: si pensi all'Unione Russa di Lettonia, la quale conta un seggio nel Parlamento europeo tenuto da Tatjana Ždanoka e al più moderato partito Partito Armonia, la più grande fazione del Saeima con 24 deputati su 100. Si considerino inoltre il partito dell'ex sindaco di Riga Nils Ušakovs e al rappresentante nominato nel 2014 al Parlamento europeo Andrejs Mamikins.

### Esplicative
1. ↑  La linea guida del partito variò notevolmente a seconda degli esponenti principali al potere, oscillando tra posizioni rigide a visioni di un'URSS meno centralizzata: per approfondire, vedi RSS Lettone.

### Bibliografiche
1. ↑   Bandiere della varia nazionalità della Russia, su vexillographia.ru. URL consultato il 9 settembre 2020.
2. 1 2 3   Distribuzione della popolazione della Lettonia per composizione nazionale e affiliazione statale [collegamento interrotto], su gov.lv, 1º gennaio 2017. URL consultato il 2 settembre 2020.
3. ↑  (EN) Ethnic Composition and the Protection and Promotion of the Cultural Identity of National Minorities, su mfa.gov.lv, 15 gennaio 2015. URL consultato il 9 settembre 2020.
4. 1 2  (EN) In 2017, usually resident population of Latvia declined by 15.7 thousand, su CSB. URL consultato il 9 settembre 2020.
5. ↑   Emanuele Banfi, La Formazione dell'Europa linguistica: le lingue d'Europa tra la fine del I e del II millennio, Nuova Italia, 1993,  p. 509, ISBN 978-88-22-11261-3.
6. ↑  (EN) Alan V. Murray, The Crusades: An Encyclopedia, vol. 4, ABC-CLIO, 2006,  p. 1053.
7. ↑  (EN) Donald Harreld, A Companion to Hanseatic League, BRILL, 2015,  p. 104, ISBN 978-90-04-28476-0.
8. ↑  (EN) Vita Rinkeviča, Daugavpils laikam līdzi, Puse Plus,  p. 11.
9. ↑  (EN) Expeditionary Culture Field Guide: Latvia, Government Printing Office, 2017,  p. 60, ISBN 978-01-60-93697-5.
10. ↑  (EN) Orest Subtelny, Ukraine: a History, CUP Archive, 2015,  p. 158.
11. ↑  (EN) Tony Jaques, Dictionary of Battles and Sieges: P-Z, Greenwood Publishing Group, 2007,  p. 854, ISBN 978-03-13-33539-6.
12. ↑   T. Feigmane, Scuola russa in Lettonia, su russkije.lv. URL consultato il 9 settembre 2020.
13. ↑  (EN) B. Hunter, The Statesman's Year-Book 1993-94, Springer, 2016,  p. 870, ISBN 978-02-30-27122-7.
14. ↑  (EN) IBP, Latvia Industrial and Business Directory, vol. 1, Lulu.com,  p. 22, ISBN 978-14-38-72859-9.
15. 1 2  (EN) Arvydas Matulionis et al., The Russian Minority in Latvia (PDF), su ces.lt. URL consultato il 9 settembre 2020.
16. ↑  (EN) Andrew James Blumbergs, The Nationalization of Latvians and the Issue of Serfdom, Cambria Press, 2008,  p. 247, ISBN 978-16-04-97556-7.
17. ↑  (EN) Östen Dahl e Maria Koptjevskaja-Tamm, The Circum-Baltic Languages: Typology and Contact, vol. 1, John Benjamins Publishing, 2001,  p. 94, ISBN 978-90-27-23057-7.
18. 1 2 3 4 5 6 7 8 9 10 11 12 13 14 15 16 17 18  (EN) Vladislavs Volkovs, Russians in Latvia, su Istituto di filosofia e sociologia. URL consultato il 10 settembre 2020 (archiviato dall'url originale il 6 gennaio 2009).
19. ↑  (EN) Andrew James Blumbergs, The Nationalization of Latvians and the Issue of Serfdom: The Baltic German Literary, Cambria Press, 2008,  p. 10, ISBN 978-16-04-97556-7.
20. ↑  (EN) Juris Dreifelds, Latvia in Transition, Cambridge University Press, 1996,  pp. 23-24, ISBN 978-05-21-55537-1.
21. ↑  (EN) Alan W. Ertl, Toward an Understanding of Europe, Universal-Publishers, 2008,  p. 396, ISBN 978-15-99-42983-0.
22. ↑  (EN) M. Wesley Shoemaker, Russia, Eurasian States and Eastern Europe, Stryker-Post Publications, 1994,  p. 191, ISBN 978-09-43-44887-9.
23. ↑  (EN) Gershon Shafir, Immigrants and Nationalists, SUNY Press, 1995,  p. 137, ISBN 978-07-91-42673-9.
24. 1 2  (EN) Gundar J. King e David E. McNabb, Nation-Building in the Baltic States: Transforming Governance, Social Welfare, and Security in Northern Europe, CRC Press, 2014,  p. 58, ISBN 978-14-82-25071-8.
25. ↑  (EN) Eliana Goldberg, Linguistic Landscape in the City, Multilingual Matters, 2010,  p. 141, ISBN 978-18-47-69297-9.
26. ↑  (EN) Encyclopaedia Britannica, EB, 1957,  p. 763.
27. ↑  (EN) Jukka Rislakki, The Case for Latvia: Disinformation Campaigns Against a Small Nation, Rodopi, 2008,  p. 232, ISBN 978-90-42-02424-3.
28. ↑  (EN) Robert W. Orttung, Danielle N. Lussier e Anna Paretskaya, The Republics and Regions of the Russian Federation: A Guide to Politics, Policies, and Leaders, M.E. Sharpe, 2000,  p. 442, ISBN 978-07-65-60559-7.
29. ↑  (EN) Ingrida Kalnins, The Baltic Tribunal Against the Soviet Union, World Federation of Free Latvians, 1985,  p. 34.
30. ↑  (EN) Wayne C. Thompson, Nordic, Central, and Southeastern Europe, 7ª ed., Stryker-Post Publications, 2007,  p. 146, ISBN 978-18-87-98586-4.
31. ↑  (EN) Nils Muižnieks, Latvian-Russian Relations: Domestic and International Dimensions (PDF), su szf.lu,  p. 12. URL consultato il 9 dicembre 2020.
32. ↑  (EN) Nils Muižnieks, Latvian-Russian Relations: Domestic and International Dimensions, LU Akadēmiskais apgāds, 2006,  p. 12, ISBN 978-99-84-80210-7.
33. 1 2 3 4  (EN) Gaston Lacombe, Nationalism and education in Latvia, 1918-1940, in Journal of Baltic Studies, vol. 28, n. 4, inverno 1997,  pp. 309-338.
34. ↑  (EN) Ethnicities of Latvia, su onlatvia.com. URL consultato il 9 settembre 2020.
35. ↑  (EN) David James Smith, The Baltic States and Their Region: New Europe Or Old?, Rodopi, 2005,  p. 211, ISBN 978-90-42-01666-8.
36. ↑  (EN) Ruth Lapidoth, Autonomy: Flexible Solutions to Ethnic Conflicts, US Institute of Peace Press, 1997,  p. 95, ISBN 978-18-78-37962-7.
37. ↑  (EN) Arturs Bikovs, Ilvija Bruge e Andris Spruds, Russia's influence and presence in Latvia (PDF), su newdirection.online. URL consultato il 10 settembre 2020.
38. 1 2  (EN) Mark A. Jubulis, Nationalism and Democratic Transition: The Politics of Citizenship and Language in Post-Soviet Latvia, University Press of America, 2001,  p. 41, ISBN 978-07-61-81978-3.
39. ↑  (EN) Jiří Vacek e Lukáš Babka, Голоса изгнанников: периодическая печать эмиграции из советской России, 1918-1945, National Library of the Czech Republic - Slavonic Library, 2009,  p. 95, ISBN 978-80-70-50560-1.
40. 1 2 3 4  (EN) Alexander Statiev, The Soviet Counterinsurgency in the Western Borderlands, Cambridge University Press, 2010,  pp. 53-54, ISBN 978-05-21-76833-7.
41. ↑  (EN) Aldis Purs, Baltic Facades: Estonia, Latvia and Lithuania since 1945, Reaktion Books, 2013,  p. 63, ISBN 978-18-61-89932-3.
42. ↑  (EN) Nikolaĭ Fedorovič Bugaĭ, The Deportation of Peoples in the Soviet Union, Nova Publishers, 1996,  p. 166, ISBN 978-15-60-72371-4.
43. ↑  (EN) Artis Pabriks e Aldis Purs, Latvia: The Challenges of Change, Routledge, 2013,  p. 35, ISBN 978-11-35-13705-2.
44. 1 2   Accordo tra la Repubblica di Lettonia e la Federazione Russa [collegamento interrotto], su likumi.lv. URL consultato il 13 agosto 2020.
45. ↑   Juris Ciganovs, Lettonia - Base militare sovietica, su tvnet.lv, 17 luglio 2006. URL consultato il 13 agosto 2020.
46. ↑   Carolyn Bain, Estonia, Lettonia e Lituania, EDT srl, 2009,  p. 195, ISBN 978-88-60-40463-3.
47. ↑  (EN) B. Fowkes, The Disintegration of the Soviet Union: A Study in the Rise and Triumph of Nationalism, Springer, 1996,  p. 147, ISBN 978-02-30-37746-2.
48. 1 2  (EN) Vladimir Shlapentokh, Munir Sendič e Emil Payin, The New Russian Diaspora: Russian Minorities in the Former Soviet Republics, Routledge, 2016,  p. 176, ISBN 978-13-15-48411-2.
49. ↑  (EN) Aldis Purs e Andreas Plakans, Historical Dictionary of Latvia, 3ª ed., Rowman & Littlefield, 2017,  p. 154, ISBN 978-15-38-10221-3.
50. ↑  (EN) Jenny Berglund, Thomas Lundén e Peter Strandbrink, Crossings and Crosses: Borders, Educations, and Religions in Northern Europe, Walter de Gruyter GmbH & Co KG, 2015,  p. 36, ISBN 978-16-14-51655-2.
51. ↑  (EN) IBG041. International long-term migration by ethnicity of migrants, su csb.gov.lv.. URL consultato il 10 settembre 2020.
52. ↑  (EN) Basic facts about citizenship and language policy of Latvia and some sensitive history-related issues, su mfa.gov.lv, 14 marzo 2014. URL consultato il 10 settembre 2020.
53. ↑   Alberto Scalici, Brevissima Guida ai Partiti d'Europa, Lulu.com, 2016,  p. 69, ISBN 978-13-26-61294-8.
54. ↑   Paolo Pantaleo, Lettonia: Che lingua si parla nelle case?, su eastjournal.net, 29 settembre 2013. URL consultato il 10 settembre 2020.
55. 1 2   Michal Kokot, Lettonia, vivere all'ombra del Cremlino, su la Repubblica, 29 aprile 2019. URL consultato il 10 settembre 2020.
56. ↑   Anna Žīgure, La lingua lettone è la vincitrice. Dedichiamole il 18 febbraio, su wordpress.com, 21 febbraio 2012. URL consultato il 1º settembre 2020.
57. ↑   Lettonia, il referendum della discordia, su limesonline.com. URL consultato il 1º settembre 2020.
58. ↑  (EN) Larissa Ryazanova-Clarke, Russian Language Outside the Nation, Edinburgh University Press, 2014,  pp. 48-49, ISBN 978-07-48-66846-5.
59. ↑   Riccardo Cattaneo, In fuga dal passato: l'identità euro-atlantica dei Paesi baltici, su amistades.info. URL consultato il 10 settembre 2020.
60. ↑  (EN) Anatoly Kulik e Susanna Pshizova, Political Parties in Post-Soviet Space: Russia, Belarus, Ukraine, Moldova, and the Baltics, Greenwood Publishing Group, 2005,  pp. 143-144, ISBN 978-02-75-97344-5.
61. ↑  (EN) Ammon Českin, Russian-Speakers in Post-Soviet Latvia, Edinburgh University Press, 2016,  pp. 185-186, ISBN 978-07-48-69744-1.